# Norbert Robichaud
Norbert Robichaud, né à Saint-Charles (Nouveau-Brunswick) le 1er avril 1905 et mort à Moncton le 21 octobre 1979, est un prêtre canadien, deuxième archevêque de Moncton.

## Biographie
Norbert Robichaud est ordonné prêtre le 1er mai 1931 après des études au collège Sainte-Anne de Pointe-de-l'Église puis au grand séminaire de Halifax. 
Il a continue ses études à Rome de 1935 à 1938 à l'Angelicum pour obtenir un doctorat en théologie.
Le 8 septembre 1942, il succède à Arthur Melanson comme archevêque de Moncton. Son sacre épiscopal est le premier à avoir lieu en la Cathédrale Notre-Dame-de-l'Assomption de Moncton de Moncton.
Mgr Robichaud est l’un des artisans de la transformation du journal acadien L'Évangéline en quotidien en 1949. Mgr Robichaud est aussi crédité d'avoir contribué à établir la tradition acadienne du Tintamarre en 1955.
Mgr Robichaud fut l’un des Pères du deuxième concile du Vatican. Il fut également le premier chancelier de l’université de Moncton.